# Taşdemir
Taşdemir ist ein türkischer männlicher Vorname und Familienname mit der Bedeutung „ein steinharter und eiserner Mensch“, gebildet aus den Elementen taş (Stein) und demir (Eisen).

## Namensträger

### Familienname
- Anıl Taşdemir (* 1988), türkischer Fußballspieler
- Ebru Taşdemir (* 1973), deutsche Journalistin
- Emre Taşdemir (* 1995), türkischer Fußballspieler
- Göktürk Taşdemir (* 1980), türkischer Eishockeyspieler und -funktionär
- Muhammed Burak Taşdemir (* 1993), türkischer Fußballspieler
- Tayfun Taşdemir (* 1975), türkischer Billardspieler